# إيشيمباي الأورال
يعد إيشيمباي الأورال جزءًا من سهل أوروبا الشرقية المتاخم للمنحدر الغربي لجبال الأورال في منطقة إيشيمباي الحاملة للنفط ومدينة إيشيمباي في جمهورية باشكورتوستان. المصطلح يستخدم بكثرة في الجيولوجيا. 
توجد في طبقة ساكمارا آرتا في منطقة إيشيمباي الأورال كتلة صخرية المنشأ، تشبه الفطر أو التلال. ترتبط حقول النفط بمثل هذه المصفوفات. 
في منطقة إيشيمباي أورال توجد جبال شيهان - كتلة صخرية عالية تتكون من بقايا الشعاب المرجانية القديمة التي تشكلت في البحر الدافئ في العصر الديفوني. يتكون المسيف من أربعة جبال مفردة: توراتاو وشاختاو ويوركتاو وكوشتاو، وهي سلسلة تمتد على الضفة اليمنى لنهر بيلايا. 

## معرض صور

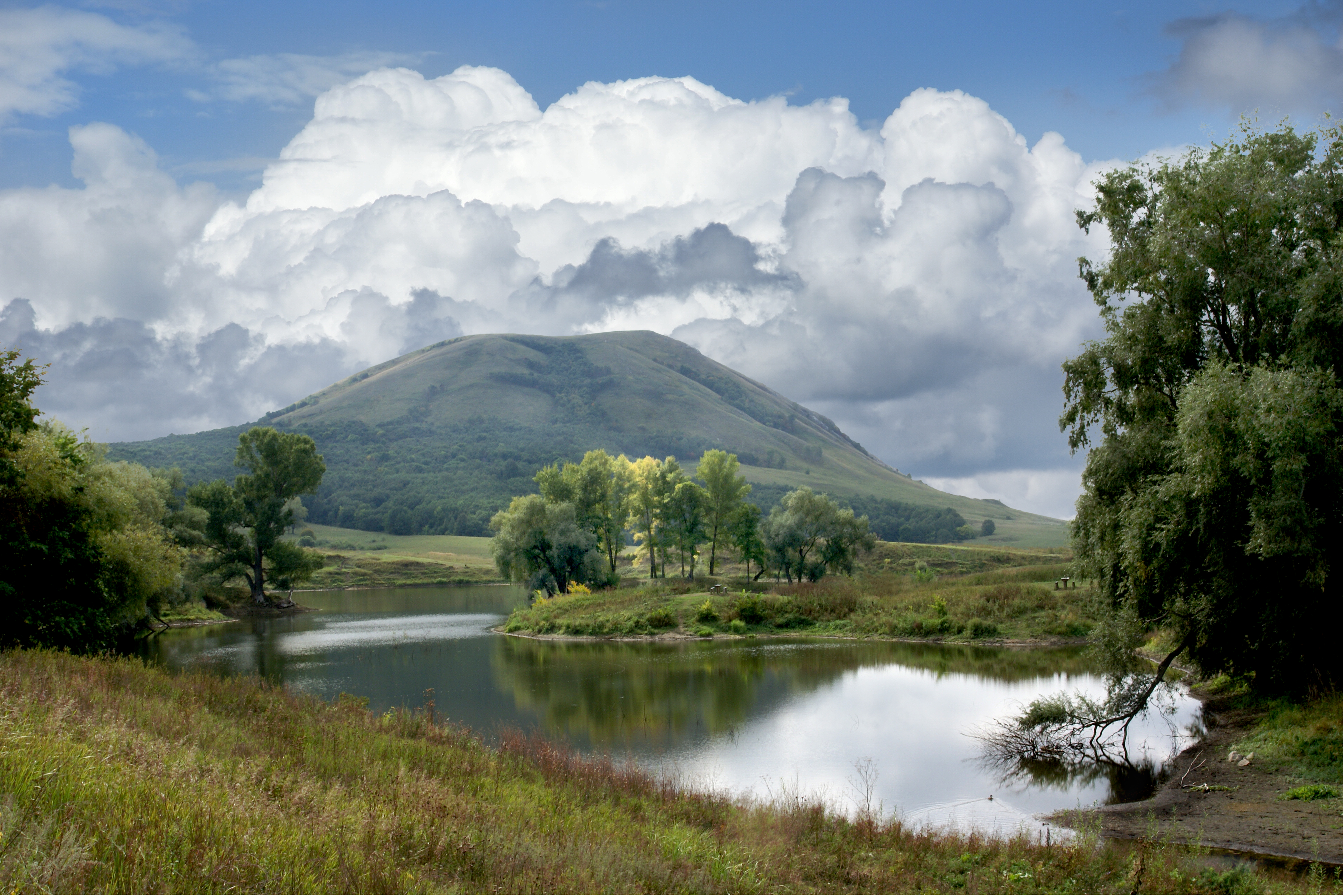
توراتاو
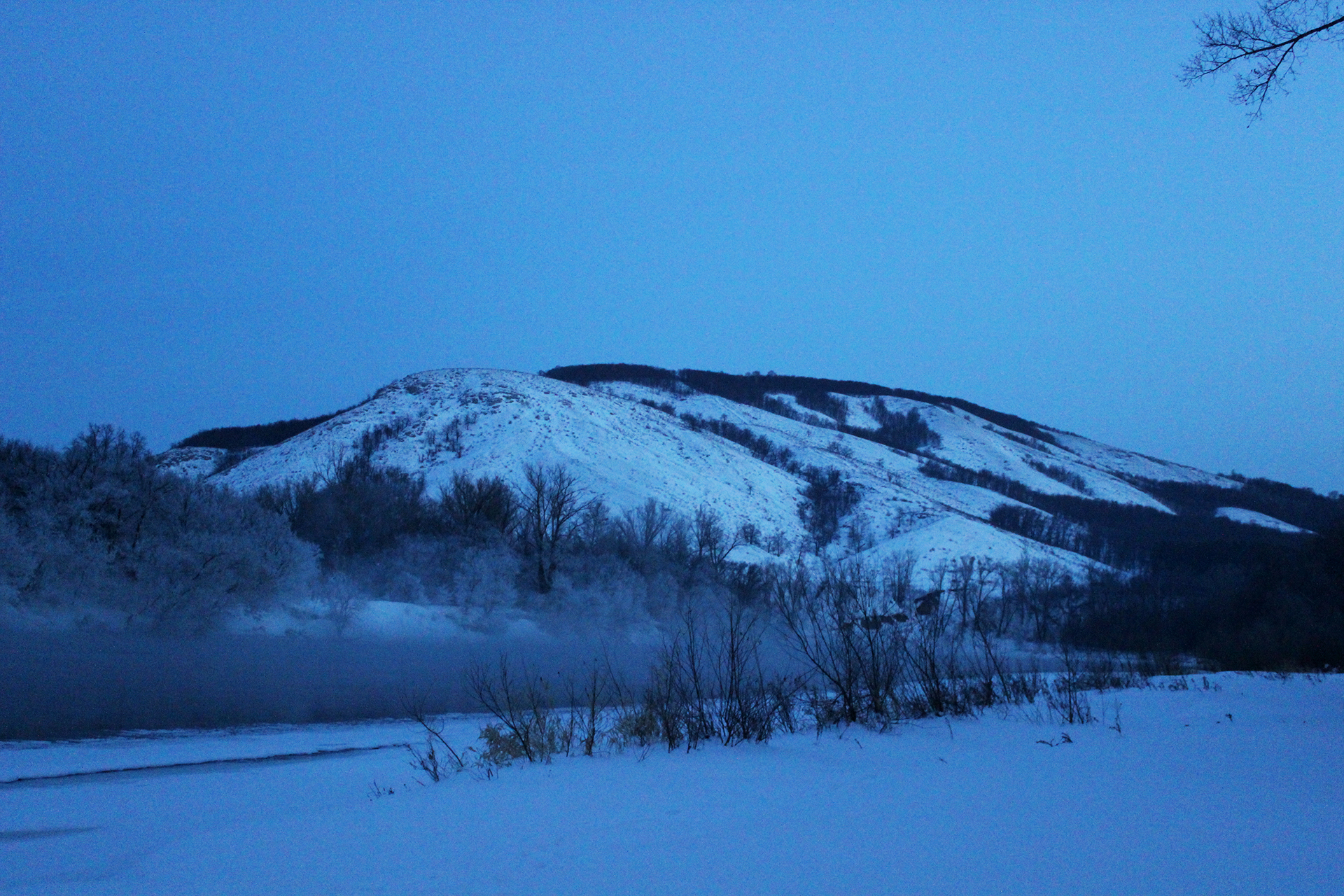
كوشتاو
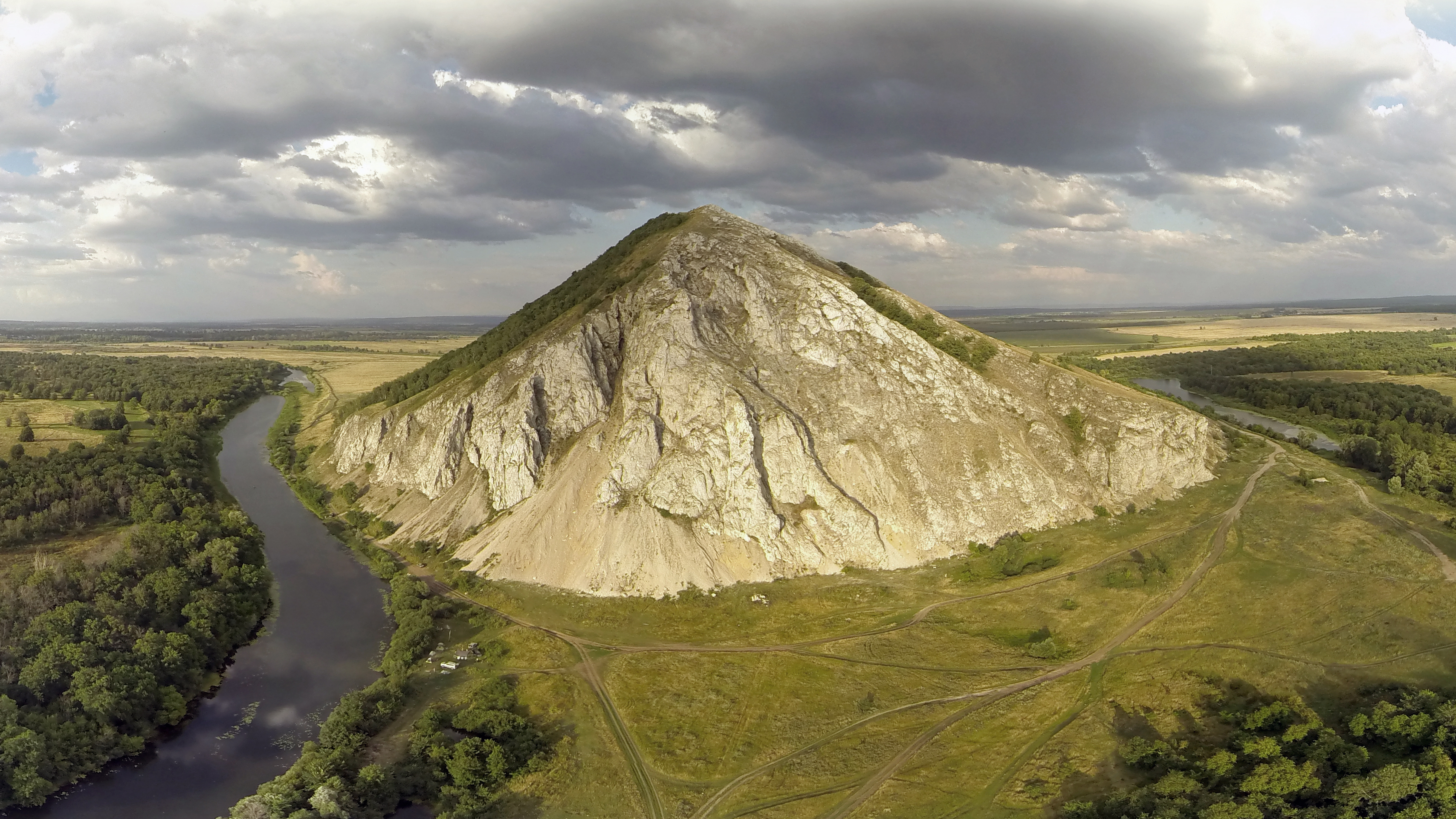
يوركتاو

## منشورات
- أ. أ. بوغدانوف (1947). "Тектоника Ишимбайского Приуралья // Мат-лы к познанию геолог" [تكتونية إيشيمبايسكي الاورال // مواد لجيولوجيا المعرفة] (بالروسية). ستروين. اتحاد الجمهوريات الاشتراكية السوفياتية.: جمعية موسكو لعلماء الطبيعة. 7 (7): 148. {{استشهاد بدورية محكمة}}: الاستشهاد بدورية محكمة يطلب |دورية محكمة= (help)

- بولجاكوف، رازم باريفيتش. استخدام الطرق الجيوفيزيائية الميدانية واختبار الخزانات لعزل وتقييم طبقات النفط والغاز في آبار الأورال إيشيمباي [النص] : الخلاصة. للحصول على درجة مرشح العلوم التقنية. (01.04.12) / الاتحاد العام. باحث علمي معهد الجيوفيزياء النووية والجيوكيمياء. - موسكو : [ب. و.] ، 1974. - 25 صفحة.
- كوتينيف، يوري أليكسييفيتش. جيولوجيا وتطوير حقول النفط في منطقة إيشيمباي الاورال باستخدام طرق استرداد النفط المعززة: كتاب مدرسي. بدل / يو. أ. كوتينيف، ف. إ. أندرييف، يو. ن. ياجافاروف ؛ عدد التعليم روس. الاتحاد، الدولة. obrazovat. مؤسسة العالي أ. التعليم «Ufim. الدولة. جامعة البترول». - اوفا : دار النشر بجامعة ولاية أورال التقنية، 2004 (النوع. جامعة أوفا. جامعة ولاية النفط التقنية). - 252 ص. : ill.، tab .؛ 21 سم
- راوزر-شيرنووفا، اندماج الرواسب الكربونية العليا والأرتينية في سترليتاماك-إيشيمباي الاورال [النص] : (استنادا إلى دراسة fusulinids) / راوزر-شيرنووفا. الصنوبريات من منصة ديفون العليا الروسية / أ. أ. ليبينا. - [موسكو] : الناشر. والنوع الثاني. دار النشر أكاد. علوم الاتحاد السوفياتي، [1950]. - 135 صفحة، 5 لتر. YL. : سوء. 26 سم - (وقائع معهد العلوم الجيولوجية / أكاديمية العلوم في اتحاد الجمهوريات الاشتراكية السوفياتية. السلسلة الجيولوجية ؛ العدد 119 ؛ (رقم 43))
- Strakhov ، N. M. Kungur ودائع إيشيمبايسكي الأورال. (الطبقية، علم الأحجار، التكتونية، التكوين). - اوفا. 1943. 3، 536 pp.، 2 vol.
- Shamov D.F. Facies ومحتوى الزيت في رواسب Artinsky من جبال الأوربي إيشيمباي. / الأطروحة /. 1946
- Shamov ، D.F ،، سهول رواسب Sakmar-Arta من الأورال إيشيمبايسكي // Tr. UFNII ، 1957. المجلد. II ، ص 17-22.
- Shamov، D.F. Facies of the Sakmara-Arta الودائع من إيشيمباي الأورال // مشاكل تطوير حقول النفط. - م: جوستوبتخيزدات، 1957. - س. 3-77.